# 倉敷支配所
倉敷支配所（くらしきしはいしょ、くらしきしはいじょ）は、江戸時代の日本における領地の一つである。江戸幕府直轄領（天領）のうち、備中国窪屋郡倉敷村（現在の岡山県倉敷市中心部）に置かれた倉敷代官所（くらしきだいかんしょ、くらしきだいかんじょ）に着任した倉敷代官が管轄した領地である。

## 概要
江戸時代に徳川幕府領であった倉敷村の地に、周辺の幕府領を統治する目的で代官所を設置。代官を派遣させ、一円の統治を任せた。その代官の統治する範囲を倉敷支配所と呼んだ。
倉敷は江戸時代初期は、備中松山に置かれた代官所に派遣された備中代官の統治下にある幕府領で、高梁川中流域にあたる松山に対し、当時の高梁川河口付近にあったことから、物資の中継基地港として重要拠点とされ、内陸の松山と高梁川の水運で結ばれていた。
その後、元和元年（1615年）に松山代官所が廃されて大名領に移行し、備中松山藩が成立。倉敷も同藩領地となった。寛永19年（1642年）、再び徳川幕府領に復し、代官米倉平太夫重種の支配下となった。1698年（元禄11年)水野家5代藩主・水野勝岑死去による無嗣除封に伴い、福山藩領のうち現在の笠岡市分の大半は分割され一時的に倉敷支配所に移管される。ただし笠岡には2年後の1700年（元禄13年）に笠岡代官所が設置され再び倉敷代官所の直接統治からは独立している。天和3年(1683年）には庭瀬藩領へ移管され、元禄10年（1697年）には丹波亀山藩領、同16年には再々度幕府領、宝永7年には駿河田中藩領、享保6年（1721年）以降は4度幕府領となり、以降は一貫して幕府領として幕末を迎える。
なお大名領であったとき、歴代藩主とも幕府中枢に位置する立場であったことが共通し、各藩の領地となっている間も倉敷村は幕府預かり地というような形で事実上の幕府代官支配が存続していたといわれる。
延享3年（1746年）、それまで倉敷にあった出張所的な陣屋を廃止し、新たに代官所（倉敷代官所）を設置した。
天保5年（1834年）6月、当時の倉敷代官・古橋新左衛門は、代官所の隣接地（城山という丘の西）に郷学明倫館が建設される。
慶応2年（1866年）4月、長州第二奇兵隊を脱走した浪士集団が倉敷代官所を襲撃し、火災が発生した（倉敷浅尾騒動）。
慶応4年（1868年）の1月、廃藩置県により倉敷支配所が廃止となり、倉敷県へ移管する。
倉敷代官の支配圏域は、備中国・備前国・美作国・備後国南部・讃岐国島嶼部までおよび、広域にわたった。そのため、美作国域の幕府領（主に大庭郡）津山藩の預処となり、さらに元禄13年（1700年）5月には備中国小田郡笠岡村の地に笠岡代官所が設けられ代官を新たに派遣、備中国西部から備後国南部にある幕府領の統治にあたらせた。
幕末まで50人の代官が支配にあたった。

## 倉敷代官所
倉敷代官所（くらしきだいかんしょ、くらしきだいかんじょ）は、備中国窪屋郡倉敷村（現・岡山県倉敷市本町）にあった倉敷支配所の政庁となった代官所である。鶴形山の南側、向山の北側に位置する。現在の倉敷アイビースクエアが立地する一帯に存在した。
寛保元年、備中・美作・備後・讃岐沖合などの幕府領地（約6万373石）を管轄統治する代官所の設置が決定され、延享3年に完成した。天明・寛政年間には改築が行われている。
『倉敷陣屋図』によると当時、ほぼ正方形の形の敷地で南面しており、敷地の中央付近に城山と呼んだ小丘があった。東西約55間半、南北約20間（ただし中央部は小丘のため狭いところで約14間）、東端は南北に伸び塀の長さは27間ほどにおよんだ。西と南の二方は外堀に面し、南面中央の土橋を渡ると正門、その奥の東に代官邸、西に公庁、さらに園に市に属吏の官舎があった。また東の小門を出て北に八幡宮があったとされる。
中央北にあった城山は、稲荷山とも呼ばれ、『備中誌』などが小野城とも表記する屋敷跡があったとされ、庄屋小野氏が勧請した稲荷神社があったとする。この城山の西側に天保5年に明倫館が開設されている。
代官所には、手附・手代・書役などの役人が10数人勤務し、支配地の行政・司法にあたった。他に年貢米の改装、周辺の諸藩の動静監視も重要な任務とされた。
慶応2年4月に長州第二奇兵隊の浪士集団が起こした倉敷浅尾騒動により、代官所の大部分が火災により焼失した。明倫館の学舎を一時代官所として代用。また同年4月1日に岡山藩士の屯所としても明倫館を使用した。
慶応4年の1月、廃藩置県により倉敷支配所が廃止となり、倉敷県へ移管。倉敷代官所は同県庁となった。明治4年に周辺県と統合し小田県（深津県）となり、倉敷県庁も廃止となる。
明治20年、旧倉敷代官所（倉敷県庁）は倉敷紡績（クラボウ）の敷地となり、同工場が建設される。翌21年には城山が崩され平坦地となった。同工場廃止後、倉敷アイビースクエアとなり、現在に至る。
現在、代官所の遺構は倉敷アイビースクエア敷地内に井戸・西門外の橋とその橋の架かる堀の一部を残すのみである。

## 笠岡代官所
笠岡代官所（かさおかだいかんしょ、かさおかだいかんじょ）は、備中国小田郡笠岡村（現・岡山県笠岡市）にあった代官所である。
現在の笠岡市域は、戦国時代には陶山氏や村上水軍の所領地であった。江戸初期の元和5年（1619年）福山に水野勝成が転封された際に笠岡は備後福山藩領となった。この時代に水野家は莫大な資本と技術を投入し新田開発、殖産興業を行い現代笠岡に続く主要な市街地が陸地化した。福山藩は元禄11年（1698年）に5代藩主水野勝岑の死去で無嗣除封となり、福山城下東端の三吉町に三吉陣屋が置かれ一時的に笠岡を含む福山藩領全域が天領（幕府直轄領）とされる。その後1699年に松平忠雅が福山藩に転封する際に笠岡は引き続き幕府領とされ倉敷代官所領となった。しかし、倉敷代官の統治する倉敷支配所の管轄範囲があまりに広域にわたり社会制度の差異の大きい地域を統轄する不具合もあり、僅か2年後の元禄13年（1700年）5月に福山藩時代の町奉行所跡地に幕府代官所（笠岡代官所）が設けられ独立。福山藩の代官経験のある山木与三左衛門が初代代官に任命された。笠岡代官所の成立により倉敷支配所のうち、西部にあたる地域（備中国西部から備後国南部にある幕府直轄領）が移管された、これは大部分が旧備後福山藩領部分にあたる。笠岡代官所はその後幕末まで約170年間存続し、その間に42代の代官が在籍した。とくに、井戸正明と早川正紀の2名は著名である。
享保17年（1732年）に着任した14代代官（石見国大森代官との兼任）の井戸正明（平左衛門）は折からの飢饉（享保の飢饉）への対処を迫られた、井戸は幕府の指示を待たず独断で蔵を開いて窮民に米を支給、年貢を減免する一方で、サツマイモ（甘藷）の栽培を奨励したことにより危機を乗り越えた。井戸の支配地からは一人の餓死者も出さなかったとされる。このことから彼は芋代官の通称で呼ばれるようになった。なお、井戸は享保18年（1733年）に任地笠岡で没しており、笠岡の威徳寺に墓がある。
30代代官（美作国久世代官との兼任）早川正紀（八郎左衛門）も名代官として名のある人物で、領民の教育に意を払い、寛政9年（1797年）笠岡村内（笠岡市笠岡）に郷校敬業館を開校した。敬業館の初代教授には小寺清先（号は楢園。陣屋稲荷宮宮司）が任命された。敬業館は明治初年に閉鎖されたが、早川の徳を讃える「思徳之碑」と、初代教授小寺を讃える「楢園先生之碑」が残っている。
明治になり、笠岡代官所は廃止され笠岡は当初は福山県となったが、廃藩置県後の県統合で明治4年に小田県が成立しその県庁が笠岡代官所跡に置かれた。なお、翌年に深津県は県庁所在郡に因み小田県に改称している。
明治8年12月に小田県は岡山県へ編入合併し、小田県庁も廃止となる。
現在、笠岡代官所跡（小田県庁跡）は、笠岡市立笠岡小学校となっている。